# الشركة السعودية لإنتاج الأنابيب الفخارية
الشركة السعودية لإنتاج الأنابيب الفخارية هي شركة مساهمة سعودية، تأسست في الأول من يناير عام 1977، برأس مال يبلغ مائة وخمسون مليون ريال سعودي تم إدراج الشركة في السوق المالية السعودية (تداول) في مايو 2007.، يتمثل نشاط الشركة في إنتاج وتسويق الأنابيب الفخارية والوصلات، بطاقة إنتاجية تبلغ 100 ألف طن سنويا.